# Scott Touzinsky
Scott Joseph Touzinsky, född 22 april 1982 i Saint Louis, är en amerikansk volleybollspelare. Touzinsky blev olympisk guldmedaljör i volleyboll vid sommarspelen 2008 i Peking.